# Francisco Beltrão (tiểu vùng)
Francisco Beltrão là một tiểu vùng thuộc bang Paraná, Brasil. Tiều vùng này có diện tích 5477 km², dân số năm 2007 là 227950 người.